# 마다가스카 (시리즈)

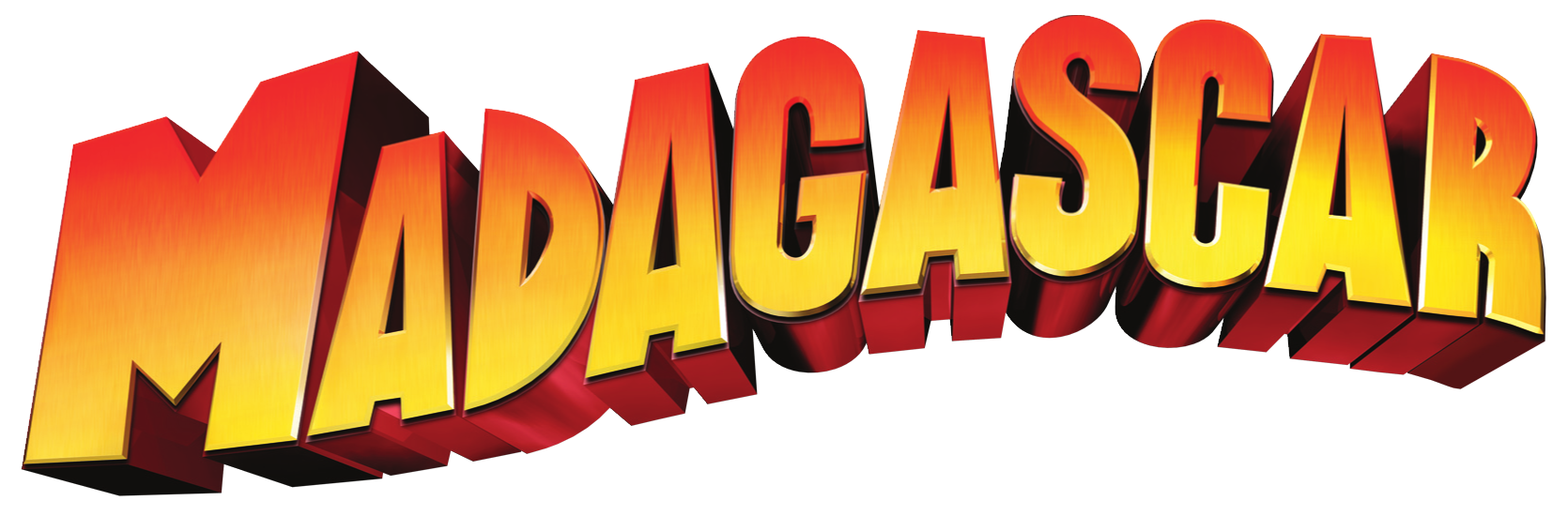
영어 로고

《마다가스카》는 드림웍스가 배급하고 드림웍스 애니메이션이 제작한 애니메이션 미디어 프랜차이즈이다.

## 영화
- 《마다가스카》 (2005년)
- 《마다가스카 2》 (2008년)
- 《마다가스카 3: 이번엔 서커스다!》 (2012년)
- 《마다가스카의 펭귄》 (2014년)

## 텔레비전 프로그램
- 마다가스카의 펭귄
- 줄리언 대왕 만세
- 메리 마다가스카
- 마다가스카: 사랑의 묘약

## 단편 영화
- 마다가스카 펭귄들의 크리스마스 미션

## 비디오 게임
- 마다가스카
- [마다가스카: 펭귄 작전]]
- 마다가스카 2
- 마다가스카 카츠
- 슈퍼 스타 카츠